# Neotemnopteryx nana
Neotemnopteryx nana är en kackerlacksart som beskrevs av Roth, L. M. 1990. Neotemnopteryx nana ingår i släktet Neotemnopteryx och familjen småkackerlackor. Inga underarter finns listade i Catalogue of Life.